# Vione
Vione is een gemeente in de Italiaanse provincie Brescia (regio Lombardije) en telt 751 inwoners (31-12-2004). De oppervlakte bedraagt 35,6 km², de bevolkingsdichtheid is 22 inwoners per km².
De volgende frazioni maken deel uit van de gemeente: Canè, Stadolina.

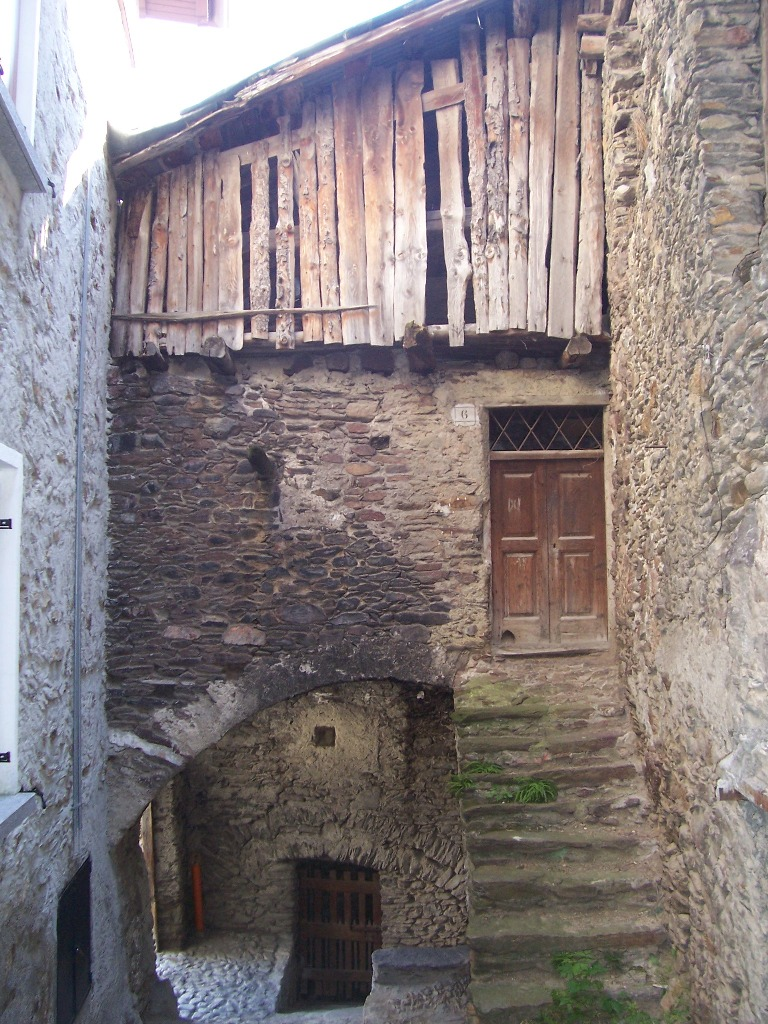
Abitazione, Vione
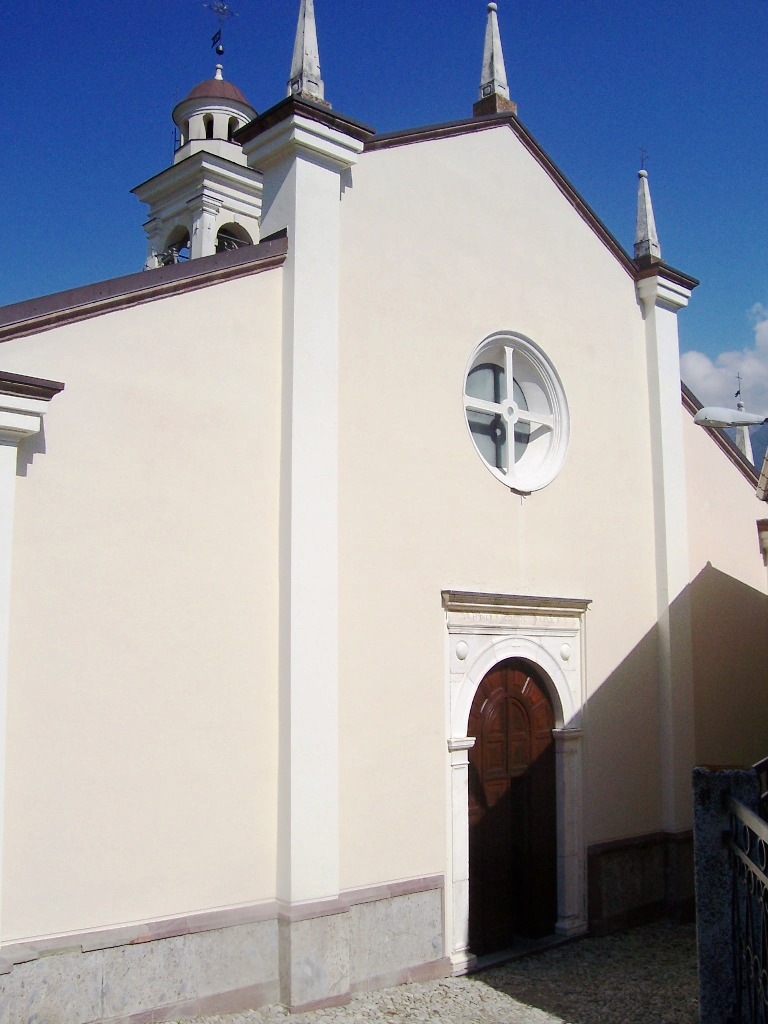
Parochiekerk San Remigio
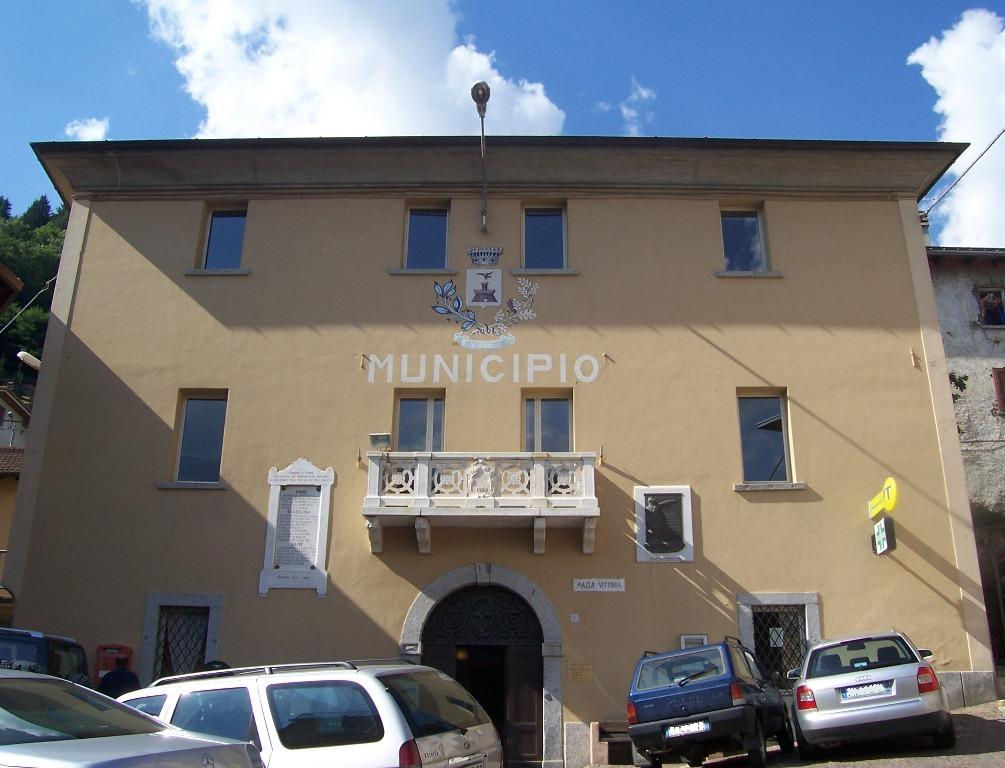
Gemeentehuis

## Demografie
Vione telt ongeveer 337 huishoudens. Het aantal inwoners daalde in de periode 1991-2001 met 17,0% volgens cijfers uit de tienjaarlijkse volkstellingen van ISTAT.
| Jaar | Inwoneraantal |
| ---- | ------------- |
| 1991 | 913           |
| 2001 | 758           |

## Geografie
De gemeente ligt op ongeveer 1250 m boven zeeniveau.
Vione grenst aan de volgende gemeenten: Edolo, Ponte di Legno, Temù, Vezza d'Oglio.